# Liste der Schiedsrichtereinsätze bei der Fußball-Weltmeisterschaft 1986
Die Liste der Schiedsrichtereinsätze bei der Fußball-Weltmeisterschaft 1986 führt alle Schiedsrichter, die bei der Fußball-Weltmeisterschaft 1986 vom 31. Mai bis zum 29. Juni 1986 in Mexiko eingesetzt wurden.

## Allgemeines
Nachdem die FIFA bei der Weltmeisterschaft 1982 sage und schreibe 44 Unparteiische nominiert hatte, was bis zur WM 2018 einen Rekord darstellt, begann der Fußballweltverband bei dem Turnier in Mexiko eine langsame Reduzierung der Anzahl an Schiedsrichtern, so dass vermehrt Schiedsrichter zu zwei und mehr Einsätzen kamen. Überdies waren nach der Wiedereinführung der K.O.-Spiele nach der Gruppenphase und dem stetig wachsenden Medieninteresse die Anforderungen an die Schiedsrichter gestiegen, so dass die FIFA diese erstmals vor einem Weltturnier in einer Art Trainingslager zusammenrief. Ein weiterer Grund waren auch die besonderen klimatischen Bedingungen an einigen Spielorten, die teilweise in großer Höhe lagen und bei Anstoßzeiten von 12.00 Uhr Ortszeit in den Stadien Temperaturen von bis zu 50 °C aufwiesen. Zu beachten ist weiterhin, das die Referees neben ihren Spielleitungen im Schnitt noch bei zwei bis drei Spielen an der Linie assistierten, da es noch keine gesonderten Schiedsrichterassistenten gab.

## Liste der Schiedsrichter
Die Schiedsrichter kamen aus allen Kontinentalverbänden der FIFA, wobei der Schwerpunkt bei der UEFA lag, die mehr als die Hälfte der Referees stellte. Erstmals an einer Weltmeisterschaft nahmen Schiedsrichter aus Japan, Mauritius, Mali, Saudi-Arabien und Tunesien teil. Der gastgebende mexikanische Fußballverband stellte zusätzlich zwei Unparteiische, die nur an der Linie assistierten.
| Verband                               | Schiedsrichter                        | Land               | Geburtstag    |
| ------------------------------------- | ------------------------------------- | ------------------ | ------------- |
| AFC                                   | Fallaj al-Shanar                      | Saudi-Arabien      | 10. Okt. 1947 |
| AFC                                   | Jamal al-Sharif                       | Syrien             | 8. Dez. 1954  |
| AFC                                   | Shizuo Takada                         | Japan              | 5. Aug. 1947  |
| CAF                                   | Ali Bennaceur                         | Tunesien           | 2. März 1944  |
| CAF                                   | Edwin Picon-Ackong                    | Mauritius          | 4. Nov. 1940  |
| CAF                                   | Idrissa Traoré                        | Mali               | 24. Dez. 1943 |
| CONCACAF                              | David Socha                           | Vereinigte Staaten | 2. Sep. 1938  |
| CONCACAF                              | Romulo Mendez Molina                  | Guatemala          | 21. Dez. 1938 |
| CONCACAF                              | Berny Ulloa Morera                    | Costa Rica         | 5. Aug. 1950  |
| CONCACAF                              | Edgardo Codesal Méndez                | Mexiko             | 2. Juni 1951  |
| CONCACAF                              | Antonio Márquez Ramírez               | Mexiko             | 22. Mai 1936  |
| CONCACAF                              | Joaquin Urrea                         | Mexiko             | 26. Nov. 1942 |
| CONMEBOL                              | Hernan Silva                          | Chile              | 5. Nov. 1948  |
| CONMEBOL                              | Gabriel González                      | Paraguay           | 18. März 1942 |
| CONMEBOL                              | José Luis Martínez Bazán              | Uruguay            | 11. Feb. 1942 |
| CONMEBOL                              | Carlos Espósito                       | Argentinien        | 4. Nov. 1941  |
| CONMEBOL                              | Romualdo Arppi Filho                  | Brasilien          | 7. Jan. 1939  |
| CONMEBOL                              | Jesús Díaz Palacio                    | Kolumbien          | 16. Okt. 1954 |
| OFC                                   | Chris Bambridge                       | Australien         | 7. Okt. 1947  |
| UEFA                                  | Erik Fredriksson                      | Schweden           | 13. Feb. 1943 |
| UEFA                                  | Volker Roth                           | Deutschland        | 1. Feb. 1942  |
| UEFA                                  | Waleri Butenko                        | Sowjetunion        | 16. Juli 1941 |
| UEFA                                  | George Courtney                       | England            | 4. Juni 1941  |
| UEFA                                  | André Daina                           | Schweiz            | 8. Juli 1940  |
| UEFA                                  | Jan Keizer                            | Niederlande        | 6. Okt. 1940  |
| UEFA                                  | Alan Snoddy                           | Schottland         | 29. März 1955 |
| UEFA                                  | Victoriano Sánchez Arminio            | Spanien            | 26. Juni 1942 |
| UEFA                                  | Vojtech Christov                      | Tschechoslowakei   | 16. März 1945 |
| UEFA                                  | Bogdan Dotschew                       | Bulgarien          | 26. Juni 1936 |
| UEFA                                  | Ioan Igna                             | Rumänien           | 4. Juni 1940  |
| UEFA                                  | Siegfried Kirschen                    | DDR                | 13. Okt. 1943 |
| UEFA                                  | Lajos Németh                          | Ungarn             | 14. Aug. 1944 |
| UEFA                                  | Luigi Agnolin                         | Italien            | 21. März 1943 |
| UEFA                                  | Horst Brummeier                       | Österreich         | 31. Dez. 1945 |
| UEFA                                  | Zoran Petrović                        | Jugoslawien        | 10. Apr. 1952 |
| UEFA                                  | Alexis Ponnet                         | Belgien            | 9. März 1939  |
| UEFA                                  | Carlos Silva Valente                  | Portugal           | 25. Juli 1948 |
| UEFA                                  | Joël Quiniou                          | Frankreich         | 11. Juli 1950 |
| Altersdurchschnitt (zu Beginn der WM) | Altersdurchschnitt (zu Beginn der WM) | —                  | 41,3 Jahre    |

## Liste der Einsätze nach Spielen
Legende
| - # → gibt die Nummer der jeweiligen Partie an - Partie → gibt die beiden Mannschaften an, die das Spiel bestritten und den Endstand des Spieles nach der regulären Spielzeit, ggf. nach der Verlängerung und im Elfmeterschießen - Schiedsrichter → Vor- und Zuname des Schiedsrichters, der das Spiel leitete - Linienrichter → Vor- und Zuname der Linienrichter, die den Schiedsrichter an den Seitenlinien unterstützten - LR1 → Linienrichter 1, Vor- und Zuname des Linienrichters - LR2 → Linienrichter 2, Vor- und Zuname des Linienrichters - → ausgesprochene Verwarnungen mittels gelber Karte; - → ausgesprochene Feldverweise mittels roter Karte |

| Spiel            | Spiel         | Schiedsrichter               | Linienrichter                | Linienrichter                | Karten       | Karten       |
| #                | Partie        | Schiedsrichter               | LR1                          | LR2                          | Gelbe Karte  | Rote Karte   |
| Gruppenphase     | Gruppenphase  | Gruppenphase                 | Gruppenphase                 | Gruppenphase                 | Gruppenphase | Gruppenphase |
| ---------------- | ------------- | ---------------------------- | ---------------------------- | ---------------------------- | ------------ | ------------ |
| 1                | 1:1           | Erik Fredriksson             | Edgardo Codesal Méndez       | Volker Roth                  | 3            | 0            |
| 2                | 1:0           | Cristopher Bambridge         | David Socha                  | Jan Keizer                   | 2            | 0            |
| 3                | 1:0           | Hernan Silva                 | Romulo Molina                | Berny Ulloa                  | 0            | 0            |
| 4                | 6:0           | Luigi Agnolin                | George Courtney              | Horst Brummeier              | 0            | 0            |
| 5                | 3:1           | Victoriano Sánchez Arminio   | Gabriel González             | Jesus Diaz Palacio           | 2            | 0            |
| 6                | 0:0           | José Luis Martínez Bazán     | Joel Quiniou                 | Idrissa Traoré               | 1            | 0            |
| 7                | 1:1           | Waleri Butenko               | André Daina                  | Zoran Petrović               | 4            | 0            |
| 8                | 2:1           | Carlos Esposito              | Carlos Alberto Silva Valente | Romulo Mendez Molina         | 3            | 0            |
| 9                | 1:0           | Volker Roth                  | Bogdan Dotschew              | Jamal al-Sharif              | 3            | 0            |
| 10               | 1:0           | Edwin Picon-Ackong           | Berny Ulloa Morera           | David Socha                  | 2            | 0            |
| 11               | 1:1           | Vojtech Christov             | Hernan Silva Arce            | Carlos Alberto Silva Valente | 2            | 0            |
| 12               | 0:1           | Lajos Németh                 | Siegfried Kirschen           | Fallaj al-Shanar             | 1            | 0            |
| 13               | 1:1           | Jan Keizer                   | Antonio Marquez Ramirez      | Jan Keizer                   | 3            | 0            |
| 14               | 1:1           | Romualdo Arppi Filho         | Victoriano Sánchez Arminio   | Shizuo Takada                | 4            | 0            |
| 15               | 1:1           | Fallaj al-Shanar             | Ioan Igna                    | Waleri Butenko               | 3            | 0            |
| 16               | 0:2           | Jamal al-Sharif              | Zoran Petrović               | Christopher Bambridge        | 2            | 1            |
| 17               | 1:0           | Romulo Mendez Molina         | José Luis Martínez Bazán     | Joel Quiniou                 | 0            | 0            |
| 18               | 0:0           | Gabriel González             | Carlos Esposito              | Siegfried Kirschen           | 4            | 0            |
| 19               | 2:1           | Horst Brummeier              | Luigi Agnolin                | Lajos Németh                 | 2            | 0            |
| 20               | 1:1           | George Courtney              | Erik Fredriksson             | Ioan Igna                    | 5            | 0            |
| 21               | 1:0           | Ali Bennaceur                | Edwin Picon-Ackong           | Shizuo Takada                | 2            | 0            |
| 22               | 2:1           | Jesus Diaz Palacio           | Vojtech Christov             | Victoriano Sánchez Arminio   | 8            | 1            |
| 23               | 2:1           | Ioan Igna                    | Bogdan Dotschew              | Alan Snoody                  | 3            | 0            |
| 24               | 1:6           | Antonio Marquez Ramirez      | Jan Keizer                   | Romualdo Arppi Filho         | 3            | 1            |
| 25               | 3:0           | Carlos Alberto Silva Valente | Alexis Ponnet                | André Daina                  | 2            | 0            |
| 26               | 0:2           | Idrissa Traoré               | Fallaj al-Shanar             | Gabriel González             | 0            | 0            |
| 27               | 3:2           | David Socha                  | Joaquin Urrea                | Jamal al-Sharif              | 6            | 0            |
| 28               | 2:0           | Berny Ulloa Morera           | Romualdo Arppi Filho         | José Luis Martínez Bazán     | 1            | 0            |
| 29               | 2:2           | Bogdan Dotschew              | Ali Bennaceur                | Hernan Silva Arce            | 2            | 0            |
| 30               | 1:0           | Zoran Petrović               | Lajos Németh                 | Luigi Agnolin                | 2            | 0            |
| 31               | 3:1           | Alan Snoddy                  | Waleri Butenko               | Volker Roth                  | 1            | 0            |
| 32               | 0:3           | André Daina                  | Horst Brummeier              | Vojtech Christov             | 2            | 0            |
| 33               | 3:0           | Siegfried Kirschen           | Idrissa Traoré               | George Courtney              | 1            | 0            |
| 34               | 3:0           | Shizuo Takada                | Edwin Picon-Ackong           | Carlos Esposito              | 2            | 0            |
| 35               | 0:0           | Joel Quiniou                 | Jesus Diaz Palacio           | Ali Bennaceur                | 5            | 1            |
| 36               | 0:2           | Alexis Ponnet                | Christopher Bambridge        | Erik Fredriksson             | 3            | 1            |
| Achtelfinale     |               |                              |                              |                              |              |              |
| 37               | 2:0           | Romualdo Arppi Filho         | Romulo Mendez Molina         | Ioan Igna                    | 1            | 0            |
| 38               | 3:4 i. V.     | Erik Fredriksson             | Victoriano Sánchez Arminio   | David Socha                  | 1            | 0            |
| 39               | 4:0           | Volker Roth                  | Antonio Marquez Ramirez      | Alan Snoddy                  | 5            | 0            |
| 40               | 1:0           | Luigi Agnolin                | George Courtney              | Carlos Alberto Silva Valente | 7            | 0            |
| 41               | 2:0           | Carlos Esposito              | José Luis Martínez Bazán     | Jesus Diaz Palacio           | 3            | 0            |
| 42               | 0:1           | Zoran Petrović               | Lajos Németh                 | Horst Brummeier              | 2            | 0            |
| 43               | 3:0           | Jamal al-Sharif              | Alexis Ponnet                | Fallaj al-Shanar             | 3            | 0            |
| 44               | 1:5           | Jan Keizer                   | Ali Bennaceur                | Bogdan Dotschew              | 4            | 0            |
| Viertelfinale    |               |                              |                              |                              |              |              |
| 45               | 1:1 3:4 i. E. | Ioan Igna                    | Lajos Németh                 | Vojtech Christov             | 0            | 0            |
| 46               | 0:0 4:1 i. E. | Jesus Diaz Palacio           | Christopher Bambridge        | Alan Snoddy                  | 8            | 2            |
| 47               | 2:1           | Ali Bennaceur                | Berny Ulloa Morera           | Bogdan Dotschew              | 2            | 0            |
| 48               | 1:1 5:4 i. E. | Siegfried Kirschen           | Edgardo Codesal Méndez       | Horst Brummeier              | 4            | 0            |
| Halbfinale       |               |                              |                              |                              |              |              |
| 49               | 2:0           | Luigi Agnolin                | Zoran Petrović               | Lajos Németh                 | 2            | 0            |
| 50               | 2:0           | Antonio Marquez Ramirez      | Romulo Mendez Molina         | Carlos Alberto Silva Valente | 2            | 0            |
| Spiel um Platz 3 |               |                              |                              |                              |              |              |
| 51               | 4:2 i. V.     | George Courtney              | Hernan Silva Arce            | Jamal al-Sharif              | 1            | 0            |
| Finale           |               |                              |                              |                              |              |              |
| 52               | 3:2           | Romualdo Arppi Filho         | Erik Fredriksson             | Berny Ulloa Morera           | 6            | 0            |

Quelle: Spielberichte der FIFA

## Leistungsdaten der eingesetzten Schiedsrichter
Eine Übersicht der Leistungsdaten der eingesetzten Schiedsrichter, die bei der Weltmeisterschaft die Spiele leiteten.
| Schiedsrichter             | Nationalität           | Anzahl der Spielleitungen | Anzahl der Spielleitungen | Gesamteinsätze | Gelbe Karte | Rote Karte | Anmerkung |
| Schiedsrichter             | Nationalität           | als SR                    | als LR                    | Gesamteinsätze | Gelbe Karte | Rote Karte | Anmerkung |
| -------------------------- | ---------------------- | ------------------------- | ------------------------- | -------------- | ----------- | ---------- | --------- |
| Fallaj al-Shanar           | Saudi-Arabien          | 1                         | 3                         | 4              | 3           | 0          |           |
| Jamal al-Sharif            | Syrien                 | 2                         | 3                         | 5              | 5           | 1          |           |
| Shizuo Takada              | Japan                  | 1                         | 2                         | 3              | 2           | 0          |           |
| Ali Bennaceur              | Tunesien               | 2                         | 3                         | 5              | 4           | 0          |           |
| Edwin Picon-Ackong         | Mauritius              | 1                         | 2                         | 3              | 2           | 0          |           |
| Idrissa Traoré             | Mali                   | 1                         | 2                         | 3              | 0           | 0          |           |
| David Socha                | Vereinigte Staaten     | 1                         | 3                         | 4              | 6           | 0          |           |
| Romulo Mendez Molina       | Guatemala              | 1                         | 4                         | 5              | 0           | 0          |           |
| Berny Ulloa Morera         | Costa Rica             | 1                         | 4                         | 5              | 1           | 0          |           |
| Edgardo Codesal Méndez     | Mexiko                 | 0                         | 2                         | 2              | 0           | 0          |           |
| Joaquin Urrea              | Mexiko                 | 0                         | 1                         | 1              | 0           | 0          |           |
| Antonio Márquez Ramírez    | Mexiko                 | 2                         | 2                         | 4              | 5           | 1          |           |
| Hernan Silva               | Chile                  | 1                         | 3                         | 4              | 0           | 0          |           |
| Gabriel González           | Paraguay               | 1                         | 2                         | 3              | 4           | 0          |           |
| José Luis Martínez Bazán   | Uruguay                | 1                         | 3                         | 4              | 1           | 0          |           |
| Carlos Espósito            | Argentinien            | 2                         | 2                         | 4              | 6           | 0          |           |
| Romualdo Arppi Filho       | Brasilien              | 3                         | 2                         | 5              | 11          | 0          |           |
| Jesús Díaz Palacio         | Kolumbien              | 2                         | 3                         | 5              | 16          | 3          |           |
| Christopher Bambridge      | Australien             | 1                         | 3                         | 4              | 2           | 0          |           |
| Erik Fredriksson           | Schweden               | 2                         | 3                         | 5              | 4           | 0          |           |
| Volker Roth                | BR Deutschland         | 2                         | 2                         | 4              | 8           | 0          |           |
| Waleri Butenko             | Sowjetunion            | 1                         | 2                         | 3              | 4           | 0          |           |
| George Courtney            | England                | 2                         | 3                         | 5              | 6           | 0          |           |
| André Daina                | Schweiz                | 1                         | 2                         | 3              | 2           | 0          |           |
| Jan Keizer                 | Niederlande            | 2                         | 3                         | 5              | 7           | 0          |           |
| Alan Snoddy                | Nordirland             | 1                         | 3                         | 4              | 1           | 0          |           |
| Victoriano Sánchez Arminio | Spanien                | 1                         | 3                         | 4              | 2           | 0          |           |
| Vojtech Christov           | Tschechoslowakei       | 1                         | 3                         | 4              | 2           | 0          |           |
| Bogdan Dotschew            | Bulgarien              | 1                         | 4                         | 5              | 2           | 0          |           |
| Ioan Igna                  | Rumänien               | 2                         | 3                         | 5              | 3           | 0          |           |
| Siegfried Kirschen         | DDR                    | 2                         | 2                         | 4              | 5           | 0          |           |
| Lajos Németh               | Ungarn                 | 1                         | 5                         | 6              | 1           | 0          |           |
| Luigi Agnolin              | Italien                | 3                         | 2                         | 5              | 9           | 0          |           |
| Horst Brummeier            | Österreich             | 1                         | 4                         | 5              | 2           | 0          |           |
| Zoran Petrović             | Jugoslawien            | 2                         | 3                         | 5              | 4           | 0          |           |
| Alexis Ponnet              | Belgien                | 1                         | 2                         | 3              | 3           | 1          |           |
| Carlos Silva Valente       | Portugal               | 1                         | 4                         | 5              | 2           | 0          |           |
| Joël Quiniou               | Frankreich             | 1                         | 2                         | 3              | 5           | 1          |           |
| Gesamt                     | Gesamt                 | 52                        | 104                       | 156            | 133         | 8          |           |
| Durchschnitt pro Spiel     | Durchschnitt pro Spiel | —                         | —                         | —              | 2,56        | 0,15       |           |